# Алексеева, Анна Антоновна
Анна Антоновна Алексеева — советский хозяйственный, государственный и политический деятель.

## Биография
Родилась в 1922 году в Смоленская области. Член ВКП(б) с 1951 года.
С 1939 года — на хозяйственной, общественной и политической работе:
- агроном, участница Великой Отечественной войны, агроном-преподаватель сельскохозяйственной школы,
- старший агроном МТС,
- главный агроном районного сельхозотдела,
- 1950-1958 агроном колхоза «Путь Ильича» Дорогобужского района,
- 1958-1961 первый секретарь Дорогобужского райкома КПСС.
- 1961 - ? первый секретарь Ярцевского горкома КПСС.

Избиралась депутатом Верховного Совета СССР 4-го, 5-го и 6-го созывов.
Умерла в 1998 году.